# Oxyprosopus calvus
Oxyprosopus calvus là một loài bọ cánh cứng trong họ Cerambycidae.